# Aethammobates prionogaster
Aethammobates prionogaster är en biart som beskrevs av Baker 1994. Aethammobates prionogaster ingår i släktet Aethammobates och familjen långtungebin. Inga underarter finns listade i Catalogue of Life.